# ゲージ圧
ゲージ圧（ゲージあつ、英: gauge pressureまたは gage pressure）もしくはゲージ圧力（ゲージあつりょく）は、絶対圧力と大気圧の差のこと。この場合のゲージ（gaugeまたはgage）は、計器などの意味。身近なところでは、タイヤの空気圧、圧力鍋などでゲージ圧が使われる。
ゲージ圧であることを明示するため、単位記号の後にG又はGaugeを付けることがある（例 PaG）。

## ゲージ圧と絶対圧の関係
真空をゼロとする絶対圧力に対して、ゲージ圧は大気圧をゼロとする、相対的な圧力である。
- ゲージ圧 = 絶対圧 - 大気圧
- 絶対圧 = ゲージ圧 + 大気圧